# Hollywood (Africa)
Hollywood (Africa) е шестият издаден сингъл на американската фънк рок група Ред Хот Чили Пепърс. Това е втората песен от албума Freaky Styley.
Песента е кавър на „Africa“ на групата The Meters. Продуцентът на албума Джордж Клинтън заявява, че това е едно любимите му парчета в компилацията.